# Ekeby, Boxholms kommun
Ekeby är kyrkbyn i Ekeby socken i Boxholms kommun i Östergötland. Den är belägen norr om Boxholm vid norra stranden av Svartån.
På orten ligger Ekeby kyrka.

## Torp och stugor

### Ekeby militärboställe
Militärbostället består av 1 1/4 hemman.
Ägare av området var:
- -1746 Henrich Falkenberg
- 1747-1750 Olof Järnström
- 1751-1758 Axel Magnus Posse
- 1770-1776 Adolf Ulrik Freidenfelt
- 1777-1786 Ludvig Strålenhielm
- 1787-1795 Bleckert Christoffer Blomensköld

- Kärret
- Västra Komdalen
- Östra Komdalen
- Mellanberg
- Kullen (Stenkullen)

#### Bergstugan
Bergstugan byggdes år 1837 och dess förste ägare var änkan Lisa Benktsdotter (1784-)

### Ekeby kyrkoherdeboställe
Här bodde kyrkoherden i Ekeby församling.
- Västra Koltorpet
- Östra Koltorpet
- Hagtorpet (Hagen)
- Mokullen
- Ekelund

### Ekeby utjord

#### Jacobsberg
Här bodde komministern under 1700-talet i Ekeby församling. Namnet Jacob kommer från komminister Jacob Schollin som var komminister här under slutet av 1700-talet.

#### Bergdalen
Hette tidigare Mellanberg och låg då under Militärboställets ägor, men när backstugan flyttades till Ekeby ujord ägor 1856 bytte det namn till Bergdalen.

### Övriga
- Ekeby fattighus
- Klockareboställe